# Ctenus ramosi
Ctenus ramosi este o specie de păianjeni din genul Ctenus, familia Ctenidae, descrisă de Alayón în anul 2002.
Este endemică în Cuba. Conform Catalogue of Life specia Ctenus ramosi nu are subspecii cunoscute.